# Laureano Gómez

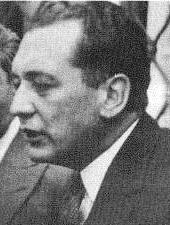
Laureano Eleuterio Gómez Castro

Laureano Eleuterio Gómez Castro (* 20. Februar 1889 in Bogotá; † 13. Juli 1965 ebenda) war ein kolumbianischer Politiker der konservativen Partido Conservador Colombiano und von 1950 bis 1953 Präsident Kolumbiens.

## Biografie
Laureano Gómez begann seine politische Laufbahn 1911 mit der erstmaligen Wahl zum Abgeordneten des Repräsentantenhauses (Cámara de Representantes), dem er zunächst bis 1918 angehörte. 1921 wurde er erneut zum Mitglied des Repräsentantenhauses gewählt und gehörte diesem bis 1923 an.
1924 wurde er zum Bevollmächtigten Gesandten in Argentinien ernannt und nach seiner Rückkehr nach Kolumbien im Juni 1925 als Minister für öffentliche Arbeiten in die Regierung von Präsident Pedro Nel Ospina berufen, der er bis zum Ende von dessen Amtszeit im August 1926 angehörte. Nach einer Tätigkeit als Bevollmächtigter Gesandter im Deutschen Reich von 1930 bis 1931 wurde er zum Senator gewählt und 1932 zugleich Vorsitzender der Partido Conservador. Seine starke Unterstützung für Adolf Hitler und Francisco Franco führten dazu, dass er bald in Kolumbien Anfeindungen ausgesetzt war und mehrmals ins Exil gehen musste.
Nach seiner Rückkehr und dem Ende des Zweiten Weltkrieges war er 1946 maßgeblich an der Aufstellung von Mariano Ospina Pérez zum konservativen Präsidentschaftskandidaten beteiligt. Dieser berief ihn im März 1948 als Außenminister in dessen Kabinett. Als solcher war er 1948 auch Vorsitzender der 9. Internationalen Konferenz Amerikanischer Staaten in Bogotá. Diese endete jedoch aufgrund von beginnenden Unruhen nach der Ermordung des Vorsitzenden der liberalen Partido Liberal Colombiano, Jorge Eliécer Gaitán. Einen Tag nach der Ermordung trat Gómez als Außenminister zurück, nachdem gegen ihn Vorwürfe der Beteiligung an der Ermordung erhoben wurden.
Nachdem er erneut mehrere Monate im Exil verbracht hatte, kehrte er nach seiner Nominierung zum konservativen Präsidentschaftskandidaten zurück. Die Präsidentschaftswahlen 1949 waren überschattet von der Verhängung des Kriegsrechts und einer Pressezensur sowie dem Fernbleiben von Kandidaten der Liberalen Partei.
Nach seiner Wahl übernahm er am 7. August 1950 das Amt des Präsidenten und sah sich bald den parteiübergreifenden Anfeindungen seiner politischen Gegner ausgesetzt. Hierfür gab es mehrere Gründe wie die verhängte Pressezensur, der Gängelung der Gerichte, der Terrorisierung von Protestanten. Nach immer heftigeren landesweiten gewaltsamen Rebellionen übergab er am 5. November 1951 die Führung der präsidialen Amtsgeschäfte an Roberto Urdaneta Arbeláez, blieb jedoch selbst bis zum 13. Juni 1953 nominell Präsident Kolumbiens. Nach seiner endgültigen Absetzung floh er wiederum ins Exil nach Spanien.
Als Gegner der brutalen sowie inkompetenten Amtsführung seines diktatorisch regierenden Nachfolgers Gustavo Rojas Pinilla gehörte er 1957 zu den Unterstützern der Nationalen Front (Frente Nacional), aus der letztlich Alberto Lleras Camargo 1958 als Präsident hervorging.